# ぼくは怖くない
『ぼくは怖くない』（Io non ho paura、英: I'm Not Scared ）は、2003年のイタリア映画。
2001年にヴィアレッジョ賞を受賞したニコロ・アンマニーティの同名小説を映画化した作品。また本作品では脚本も手掛けている。
第53回ベルリン国際映画祭コンペ部門正式出品。第76回アカデミー賞外国語映画賞イタリア代表作品。

## ストーリー
1978年、南イタリアにある小さな村に住む少年ミケーレは、廃屋の裏に穴が開いてる事に気付き、そこで鎖に繋がれた少年、フィリッポを発見する。ミケーレは恐怖のあまり少年のことを誰にも打ち明けられずにいた。しかし、その後も彼の事が気になったミケーレは何度も穴を覗きに行き、そうした中で次第に2人は少しずつ心を通わせていった。
ある日の夜。目が覚めたミケーレは大人達が集まるキッチンのTVから流れるニュースを目にし、フィリッポが誘拐された少年である事実を知ることになる。

## キャスト
| 役名                     | 俳優                         | 日本語吹替                                                                |
| ------------------------ | ---------------------------- | ------------------------------------------------------------------------- |
| ミケーレ・アミトラーノ   | ジョゼッペ・クリスティアーノ | 内山昂輝                                                                  |
| フィリッポ・カルドゥッチ | マッティーア・ディ・ピエッロ | 上村祐翔                                                                  |
| アンナ・アミトラーノ     | アイタナ・サンチェス＝ギヨン | 沢海陽子                                                                  |
| ピーノ・アミトラーノ     | ディーノ・アッブレーシャ     | 咲野俊介                                                                  |
| セルジオ・マテリア       | ディエゴ・アバタントゥオーノ | 岩崎ひろし                                                                |
| フェリーチェ・ナターレ   | ジョルジョ・カレッチャ       |                                                                           |
| テスキオ・ナターレ       | ファビオ・テッタ             | 小尾元政                                                                  |
| マリア・アミトラーノ     | ジュリア・マッチューロ       | 川田妙子                                                                  |
| その他                   |                              | 柚木麻友子 青山桐子 小林由美子 小森創介 石住昭彦 高宮俊介 加藤沙織 重松朋 |
|                          |                              |                                                                           |
| 演出                     |                              | 岩見純一                                                                  |
| 翻訳                     |                              | 松崎広幸                                                                  |
| イタリア語監修           |                              | 高村亜里                                                                  |
| 調整                     |                              | 武田将仁                                                                  |
| プロデュース             |                              | 吉原豊 岡田佐和子                                                         |
| 制作                     |                              | ACクリエイト                                                              |

## エピソード
- ロケ地はイタリア南部のバジリカータ州やプッリャ州で、ほとんどのシーンはバジリカータ州のメルフィ周辺の田園地帯で撮影された[2]。
- 設定は1978年で、イタリアでの誘拐件数が史上最高の600件に達した年であり（アルド・モーロ元首相の誘拐を含む）、イタリア政府が身代金要求を思いとどまらせるため誘拐被害者の家族の資産を凍結する法律を可決した年でもあった[3]。
- 子役は演技経験のない地元の子供たちの中からオーディションで選ばれ、主人公を演じたジョゼッペ・クリスティアーノは、その後2008年に同じくガブリエレ・サルヴァトレス監督の映画『Come Dio comanda』にも小さな役で出演している[4]。フィリッポ役のマッティーア・ディ・ピエッロは撮影当時9歳で、「初めは虫だらけの穴の中に閉じ込められて、とても不安だった。ミミズもいたし、足かせもはめられていた。そこであの穴を"悲しみ"だと思うことにしたんだ。人は悲しみを感じたとき、自分自身の中に閉じこもるでしょ? 穴に閉じこもるみたいに。そうしたらうまくいった」と語っている[5]。